# Love Song (canção de Sara Bareilles)
"Love Song" é o primeiro single lançado por Sara Bareilles de seu segundo álbum Little Voice (2007). A música foi escrita em resposta a sua gravadora (Epic) que lhe pediu que escrevesse uma música romântica, porém muito comercial. A canção também foi destaque em um comercial da Rhapsody juntamente com Bottle it Up (single seguinte), e também nos comerciais do programa The Return of Jezebel James e no filme O melhor amigo da noiva (2008).
Muitas estações de rádio cortaram a ponte da música encurtando-a para 3:54, ao invés dos 4:27 da versão original do álbum.

## Videoclipe
Dirigido por Josh Forbes, o videoclipe da canção apresenta a miniatura de Sara cantando dentro de um jukebox, que toca canções de amor. Todos os dias um fluxo constante de homens e mulheres entram na cabine e inserem uma ficha para ouvir Sara se apresentar, assistindo-a através de um pequeno buraco enquanto ela canta a mesma canção dia após dia. A letra expressa sua enorme frustração quando ela declara "não irei te escrever uma canção de amor hoje", então ela agarra uma ficha que está rolando por entre a maquinaria do jukebox e pára as engrenagens. Na manhã seguinte o dono da cabine que foi visto no início do vídeo, entra e avisa que o aparelho está quebrado. É então que ele olha espantado dentro do jukebox e descobre a moeda. Ele recupera a ficha que estava parando as engranagens e a cede a Sara, declarando a independência da cantora.
O vídeo também apresenta Adam Campbell como o dono da loja.

## Sucesso comercial
Inicialmente a música foi lançada de graça para downloads no site iTunes, na semana de 16 de junho de 2007. A música estreou poucos meses depois na posição #100 no Hot 100 da revista Billboard.
A canção apareceu no Top 100 do iTunes em meados de outubro, no top 60. A inclusão da música no comercial da Rhapsody onde Sara apareceu cantando a música impulsionou sua popularidade, fazendo a música iniciar a semana na posição #57 e terminar na posição #4, debutando na posição #5 no Hot Digital Songs com um total de 74,000 downloads. Nessa mesma semana Love Song disparou no Hot 100, da posição #72 para a posição #16.
No natal de 2007 a canção picava em #2 na parada do iTunes, atingindo o primeiro lugar da parada Pop 100. Na primeira semana de 2008 a música disparou no Hot 100 da Billbaord, pulando da posição #9 onde havia picado por 4 semanas não-consecutivas para a posição 4. A canção já vendeu mais de 2 milhões de cópias onde foi certificado como platina duas vezes pela RIAA.
A canção estreou na parada de singles do UK UK Singles Chart na posição #30 e desde então vem crescendo e já alcançou a posiçao #4. Já na parada Canadense Canadian Hot 100 a canção de Sara debutou apareceu na última posição na semana de 31 de janeiro de 2008 e veio crescendo. Na semana de 29 de março de 2008 ela alcançou o topo. Na Australia Love Song teve seu pico na nona semana, na posição #5 e ainda vem crescendo. Na Nova Zelândia teve #7 como sua posição máxima, porém no airplay alcançou seis semana consecutivas em #1.
A canção continua crescendo em muitos países.

## Performance nas paradas
| Top (2008)                 | Melhor posição |
| -------------------------- | -------------- |
| Austrália                  | 5              |
| Brasil                     | 29             |
| Canadá                     | 1              |
| Chile                      | 92             |
| Europa - Eurochart Hot 100 | 11             |
| Europa 200 - Euro 200      | 6              |
| Colômbia                   | 84             |
| Itália                     | 7              |
| Irlanda                    | 5              |
| Holanda                    | 5              |
| Nova Zelândia              | 7              |
| Espanha                    | 18             |
| Polônia                    | 36             |
| Suécia                     | 17             |
| Reino Unido                | 4              |
| México                     | 70             |
| Billboard Hot 100          | 4              |
| Billboard Pop 100          | 1              |
| U.S Hot Adult Top 40       | 1              |
| U.S Hot Adult Contemporary | 1              |
| Mundo (United World Chart) | 7              |

| 1  | 38 | 71.000  | 71.000    |
| 2  | 31 | 82.000  | 153.000   |
| 3  | 20 | 146.000 | 299.000   |
| 4  | 20 | 118.000 | 417.000   |
| 5  | 26 | 96.000  | 513.000   |
| 6  | 21 | 106.000 | 619.000   |
| 7  | 17 | 106.000 | 725.000   |
| 8  | 14 | 123.000 | 848.000   |
| 9  | 13 | 128.000 | 976.000   |
| 10 | 10 | 137.000 | 1.113.000 |
| 11 | 09 | 146.000 | 1.259.000 |
| 12 | 10 | 148.000 | 1.407.000 |
| 13 | 09 | 152.000 | 1.559.000 |
| 14 | 09 | 155.000 | 1.714.000 |
| 15 | 11 | 164.000 | 1.878.000 |
| 16 | 14 | 155.000 | 2.033.000 |
| 17 | 15 | 148.000 | 2.181.000 |
| 18 | 15 | 149.000 | 2.330.000 |
| 19 | 14 | 141.000 | 2.471.000 |
| 20 | 12 | 154.000 | 2.625.000 |

| 21 | 11 | 166.000 | 2.791.000 |
| 22 | 12 | 172.000 | 2.963.000 |
| 23 | 10 | 186.000 | 3.149.000 |
| 24 | 09 | 186.000 | 3.335.000 |
| 25 | 08 | 189.000 | 3.524.000 |
| 26 | 07 | 203.000 | 3.727.000 |
| 27 | 07 | 206.000 | 3.933.000 |
| 28 | 07 | 198.000 | 4.131.000 |
| 29 | 07 | 199.000 | 4.330.000 |
| 30 | 07 | 194.000 | 4.524.000 |
| 31 | 11 | 176.000 | 4.700.000 |
| 32 | 12 | 169.000 | 4.869.000 |
| 33 | 12 | 164.000 | 5.033.000 |
| 34 | 15 | 152.000 | 5.185.000 |
| 35 | 16 | 139.000 | 5.324.000 |
| 36 | 17 | 126.000 | 5.450.000 |
| 37 | 21 | 115.000 | 5.565.000 |
| 38 | 24 | 94.000  | 5.659.000 |
| 39 | 29 | 87.000  | 5.746.000 |
| 40 | 37 | 76.000  | 5.822.000 |